# Alemanys ètnics
Els alemanys ètnics (alemany: Volksdeutsche) o simplement alemanys són aquells que es consideren ètnicament alemanys però que no viuen a Alemanya, ni necessàriament tenen la seva ciutadania. Aquest terme pot ser utilitzat per als descendents d'emigrants alemanys assimilats.
La pràctica tradicional ha estat referir als alemanys ètnics d'un determinat país combinant el nom del país o la regió (o el seu adjectiu) amb "alemanys" o "germans"; per exemple "germano-brasilers" o "brasilers alemanys" és usat per a referir als alemanys ètnics que viuen al Brasil. En el passat, aquesta pràctica es va modificar al referir-se a països que ja no existien (alemanys de l'Imperi Austrohongarès) o a regions que van transcendir fronteres nacionals (ex.: "alemanys del Mar Negre"). Actualment, la nova modalitat tendeix a emfatitzar la condició de ciutadans del nou país, utilitzant la paraula "alemanys" o "germans" com adjectiu i no com substantiu. Per exemple, Germanoamericans ("nord-americans alemanys") no solen dir-se "alemanys dels Estats Units" doncs la paraula "alemanys" només actua com adjectiu de nord-americans. De la mateixa manera, els germano-suïssos o suïssos alemanys no han de ser denominats com a "alemanys de Suïssa" doncs no són alemanys en el seu sentit estricte (a pesar de parlar alemany i haver format part del primer imperi germànic fins a 1648). El terme alemany de Suïssa només s'utilitza en referència al dialecte suís de l'alemany, on la paraula "alemany" funciona com a substantiu.
En el passat, alguns grups d'alemanys ètnics van preferir anomenar-se d'aquesta manera que emfatitzava que eren membres assimilats del seu nou país, com els alsacians alemanys i els germanobàltics que també s'anomenaven d'aquesta manera a pesar de ser coneguts com a «alemanys d'Alsàcia» i "alemanys del Bàltic".
El concepte d'identitat ètnica sol incloure un grup de característiques comunes, o almenys alguna d'elles. Des d'aquest punt de vista, existeixen actualment ciutadans alemanys que no necessàriament són alemanys ètnics (especialment aquells arribats a Alemanya com a resultat de la immigració de grups no afins a la nació) i ciutadans d'altres països que sí que ho són malgrat posseir una ciutadania diferent. Com la condició de pertànyer a una ètnia determinada té caràcter d'extraterritorialitat, existeixen determinats grups com els germano-brasilers o els germano-argentins, considerats ètnicament alemanys en forma independent a la quantitat de generacions que duguin fora d'Alemanya. Els alemanys del Volga constitueixen un altre exemple d'alemanys ètnics que han viscut per diverses generacions fora de les fronteres d'Alemanya, i són considerats alemanys no només per ius sanguinis (dret de sang) sinó també per la resta dels seus aspectes antropològics, sociològics, i per una condició de psicologia social, és a dir, la consciència de pertànyer a una ètnia determinada i no a una altra.
En l'actualitat, ser un alemany ètnic està relacionat amb totes o alguna de les següents característiques: 
- tenir una connexió amb la cultura alemanya
- parlar l'alemany
- tenir avantpassats nascuts a Alemanya o a regions considerades antigament alemanyes, o poblades per alemanys

El concepte de qui és un alemany ètnic ha anat canviant al llarg de la història. Per exemple, i en contrast amb els suïssos germànics qui ja havien desenvolupat una identitat nacional molt abans de la idea d'una Alemanya, la majoria dels austríacs es consideraven alemanys (ètnics) fins a la meitat del segle xx. Els primers intents de crear una consciència de "nació austríaca" van tenir lloc durant les Guerres Napoleòniques (en el moment de les quals la identitat austríaca també incloïa a sectors de l'Imperi Austríac que no eren germanoplarlants) i també en la dècada de 1930, però foren totalment ineficaces, ja que els austríacs es consideraven alemanys. Després de la Segona Guerra Mundial i especialment a partir de l'anul·lació forçosa de la seva unitat amb Alemanya determinades fonts sostenen que alguns austríacs van començar a veure's com una incipient nació diferent.

## Distribució
Els alemanys ètnics constituïxen un important grup minoritari en molts països. (Vegeu alemanys i alemany per a informació més total sobre els llocs on els alemanys mantenen la cultura alemanya i tenen major reconeixement oficial). Les següents sessions detallen en forma escarida la distribució històrica i present dels alemanys ètnics per regió, encara que en general s'exclouen els qui viuen actualment en l'estranger, presents als Estats Units, Escandinàvia i també a les grans ciutats del món. Els països amb més de 100.000 alemanys són immigrants Suïssa (450,000), Rússia (394,000), Itàlia (300,000), Àustria (217,000), Estats Units d'Amèrica (203,000), Canadà (150,000), França (130,000), Regne Uni (115,000) i Espanya (108,000).
Són més de 60 milions els nord-americans descendents d'alemanys, qui constituïxen d'aquesta manera el grup ètnic més gran dels Estats Units. D'ells, 23 milions descendeixen únicament d'alemanys, i 40 milions són parcialment descendents d'alemanys. D'aquells que són descendents d'alemanys de manera parcial, 22 milions identifiquen als alemanys com els seus ancestres principals.
Els "Germanomericans" han estat el grup ètnic més gran dels Estats Units per gairebé tota la seva història, fins i tot abans de la seva independència. D'acord amb algunes fonts, aquest grup aviat podria ser superat pels descendents de mexicans (legals) que viuen als Estats Units al voltant de 10 a 20 anys, si els nivells de la present immigració i taxes de natalitat entre els grups continuen igual (els descendents directes de mexicans vivint als Estats Units ja superen als descendents directes d'alemanys nord-americans des del cens de 2000). Els alemanys ètnics componen la meitat de la població d'Upper Midwest.
A Canadà hi ha 2,7 milions d'alemanys ètnics, el 9% de la població.

### Amèrica Llatina
Constitueixen una part considerable de la població a: 
- Brasil: principalment al sud de Brasil, els brasilers descendents d'alemanys arriben als 18 milions, 10% de la població del país. D'ells, 6 milions són descendents d'alemanys únicament, 3% de la població del país, i la resta ho és en forma parcial "Brasil alemão" comemora 180 anos | Brasil | Deutsche Welle | 25.07.2004 Arxivat 2009-02-10 a Wayback Machine. Hunsrückisch pomeranis són alguns dels grups més importants.

Exemples notables de germano-brasilers són l'expresident de Brasil Ernesto Geisel, el polític Jorge Bornhausen, l'actriu Vera Fischer, Cacilda Becker, les top models Gisele Bündchen, Ana Hickmann, Letícia Birkheuer i Rodrigo Hilbert, músics com Andreas Kisser i Astrud Gilberto, l'arquitecte Oscar Niemeyer, l'arquitecte paisatgista Roberto Burli Marx, el físic i astrònom Marcelo Gleiser, el físic Adolfo Lutz, el jugador de bàsquet Oscar Schmidt, el jugador de tennis Gustavo Kuerten, el nedador Fernando Scherer, la presentadora Xuxa Meneghel, el prelat catòlic Cláudio Cardinal Hummes i Paulo Evaristo Cardinal Arns, i el reconegut navegant Robert Scheidt entre d'altres.
- Argentina: una mica més del 6% de la població argentina. Més d'1.200.000 descendents d'alemanys del Volga únicament (sense incloure als descendents parcials). D'acord amb l'Associació Argentina de Descendents d'Alemanys del Volga[1] hi ha més d'1.200.000 descendents d'alemanys del Volga a l'Argentina (aquesta xifra no inclou descendents parcials ni als descendents d'altres comunitats alemanyes al país). Més de 400.000 descendents d'altres comunitats alemanyes com els mennonites i suïssos alemanys (aquest grup més comú en el sud de l'Argentina, i també en les províncies de Santa Fe i Còrdova), més la resta de les comunitats d'alemanys arribats a l'Argentina des d'altres països fora d'Alemanya com els alemanys del Mar Negre, els del Danubi i els del Bàltic.

Alguns exemples de germano-argentins són la sociòloga i ex model Naty Hollmann nomenada "Dona Internacional de l'Any" en 2006 pel consell regional de la Vall d'Aosta, Itàlia per la seva labor humanitària, la model top Nicole Neumann, el Dr. Alejandro Guinder, fundador del Festival de Cosquín, el jugador de basquet Walter Herrmann, el futbolista Gabriel Heinze i el cantant Sergio Denis.
També hi ha comunitats notables d'alemanys ètnics a: 
- Xile: Més de 500.000 amb[2] 45.000 germanoparlants d'alemany estàndard, més uns 80.000 descendents d'Alemanys de Suïssa. Els alemanys emigrats a Xile des de 1850 a les regions meridionals de Valdivia (mitjançant la llei d'immigració selectiva) van canviar dramàticament la fesomia del lloc. Actualment és possible trobar poblats típicament germànics tant per la seva arquitectura, cultura, costums, la seva gent o gastronomia. Altres importants pols d'immigració alemanya a Xile van ser Temuco, Valparaíso, Concepción, Santiago de Xile. Així mateix l'exèrcit xilè va rebre adoctrinament prussià i existeixen diversos col·legis alemanys al llarg del país.

Alguns exemples notables de descendents d'alemanys a Xile són l'ex-comandant en Cap de la Força Aèria Fernando Matthei, l'arquitecte Mathias Klotz, el tennista Hans Gildemeister, la medallista olímpica Marlene Ahrens, l'ex-director de Carabiners Rodolfo Stange, el folklorista Patricio Manns, l'ex-comandant en Cap de l'Exèrcit René Schneider, l'ex-ministre d'Hisenda Hernan Büchi, entre d'altres.
- Perú: Es calculen 20.000 descendents. Les comunitats d'Oxapampa i Pozuzo en les selves altes de la regió de Pasco van ser colonitzades per immigrants prussians i austríacs tirolesos en la meitat del segle xix. Alguns d'ells encara continuen parlant alemany. El govern d'Alemanya proveeix ajuda econòmica i educativa a aquestes comunitats.
- Equador: 32.000 comptant només els germanoparlants d'alemany estàndard.
- Mèxic: 280.000 (deutsch) i 75.200 (plattdüütsch)[3] A les ciutats de Tapachula, Chiapas i Ciudad Cuahútemoc es troben les colònies alemanyes amb més història del país, i també als estats de Durango, Zacatecas. A més, a Xochimilco es troba l'institut Alexander von Humboldt, l'escola alemanya més gran fora d'Alemanya.

Alguns exemples notables de descendents d'alemanys a Mèxic són: el polític i empresari Jorge Hank González i el seu fill Jorge Hank Rhon, el senador del PAN Federico Döring, José Antonio Haghenbeck Cámara, l'escriptor Bruno Traven, l'activista polític Horst Matthai Quelle, l'arquitecte Max Cetto, l'astrofísic Guido Münch, l'etnògraf Paul Kirchhoff, l'ex-secretari de salut el Dr. Julio Frenk, l'esquiador Hubertus von Hohenlohe, René Drucker i Denise Maerker, entre d'altres. L'emperador de Mèxic Maximilià d'Habsburg i el naturalista, geògraf i polític Alexander von Humboldt, ambdós alemanys, van tenir un paper molt important en la Història de Mèxic.
- Bolívia, i Belize: 28.567 i 5.763 mennonites i germanoparlants respectivament, com així també notables (encara que més assimilades) figures públiques de grups germans diversos.
- Puerto Rico: 1.453 germanoparlants.
- Colòmbia: 20.000 descendents d'alemanys.
- Uruguai: 28.000 germanoparlants d'alemany estàndard, 1.200 de plattdeutsch.
- República Dominicana: hi ha una colònia de prop de 25.000 alemanys ètnics, especialment en la costa de Puerto Plata.
- Veneçuela: els primers alemanys van arribar a Veneçuela a mitjan segle xix, on van fundar el poble de la Colonia Tovar, situat en l'Estat d'Aragua. Posteriorment a mitjan segle xx, arribaren noves onades d'europeus, i entre ells un gran nombre d'alemanys. Al país viuen actualment entre 50.000 i 70.000 descendents d'alemanys.

### Europa Occidental i les nacions alpines
Llocs fora de l'Europa Germanoparlant:

#### Itàlia

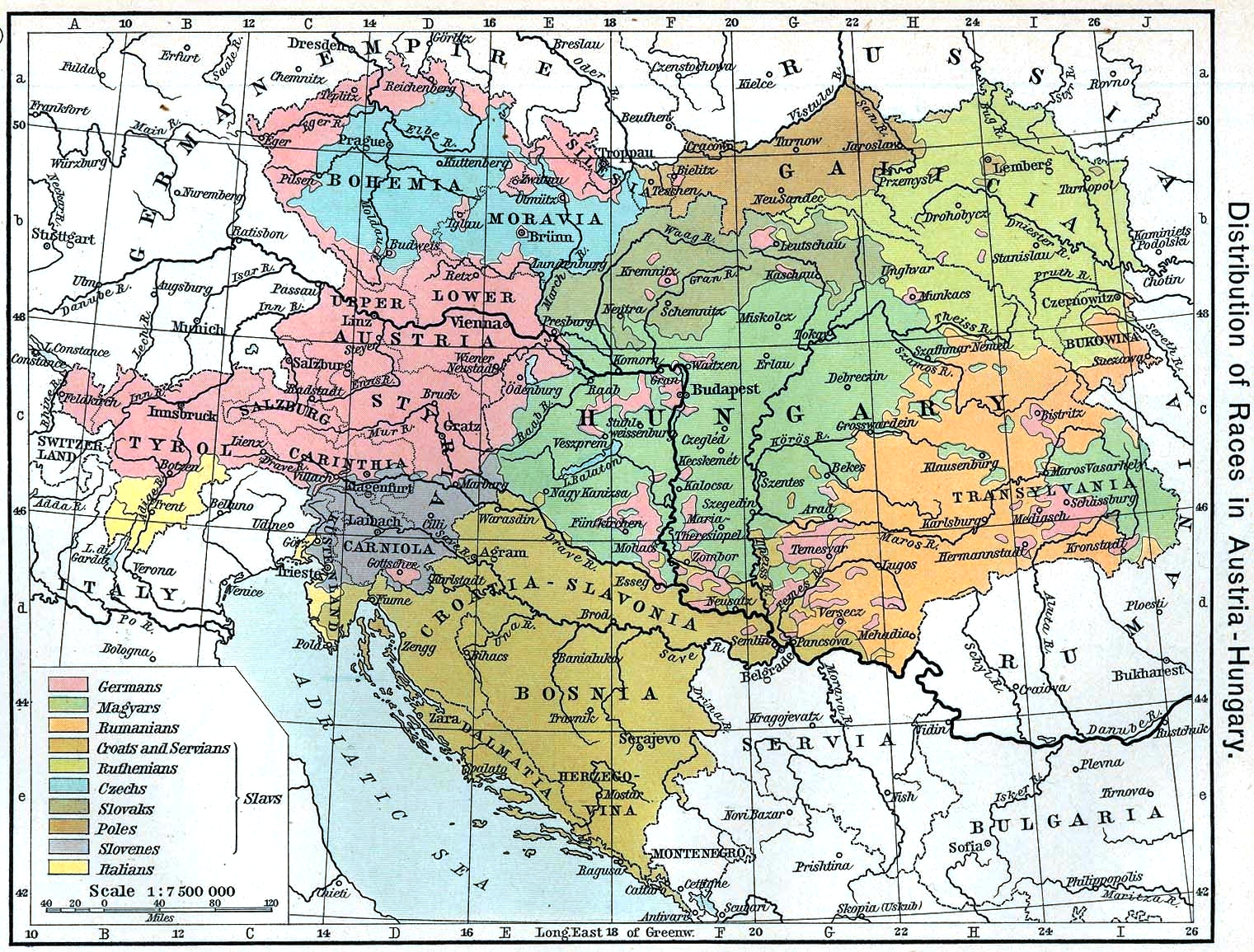
Mapa de l'Imperi Austrohongarès en 1911, mostrant àrees habitades per alemanys ètnics en rosat, principalment alemanys dels Sudets (Sudetendeutsche), suabis del Danubi (Donauschwaben) i els saxons de Transsilvània (Siebenbürger Sachsen o Siebenbürgensachsen)

A Itàlia hi ha dos grups principals, un d'ells amb 300.000 alemanys ètnics al Tirol del Sud, antigament part del Tirol (abans de la dissolució de l'Imperi Austrohongarès el 1919). Els seus dialectes són bàsicament extensions de l'alemany bavarès. De la mateixa manera, existeixen també grups d'alemanys més petits que van arribar al país en èpoques antigues els dialectes de les quals mantenen molts trets arcaics: cimbris (Zimbern), mòcheni i alguns grups walser. Els cimbris són relativament pocs en nombre, concentrats en diverses comunitats als Alps Cárnics, al nord de Verona, i especialment en la vall de Valsugana en l'altiplà alt del nord-est de Vicenza, en la regió de Vèneto. Els walser, originaris del cantó de Valais, viuen en les províncies de Vall d'Aosta, Vercelli i a la Província de Verbano-Cusio-Ossola. Els mòcheni viuen a la Vall dels Mòcheni.

#### Nacions alpines
A Suïssa, els suïssos alemanys constituïxen la major part de la població. Formalment escriuen en alemany estàndard, encara que han desenvolupat una identitat nacional separada com a resultat de la seva llarga història d'estat. L'alemany de Suïssa és intel·ligible per als parlants d'altres dialectes alamànics encara que en general no és comprès pels parlants d'alemany estàndard. A Àustria i Liechtenstein, ambdós països amb majoria de germanoparlants, la situació és menys extrema.

#### França
A França, les regions d'Alsàcia i Lorena i algunes ciutats com Estrasburg (amb senyalització bilingüe) i Thionville ("Diedenhofen" en alemany i luxemburguès) van ser originalment germanoparlants, però a causa de les transferències territorials per la pèrdua de les guerres i la importància donada a l'idioma oficial, l'assimilació ha delmat l'alsacià. La població de parla alemanya està estimada en 1.500.000 més 40.000 luxemburguesos ètnics.

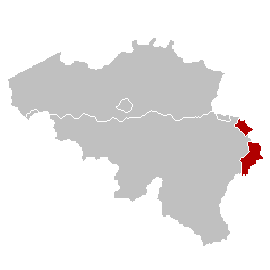
Àrea de parla alemanya a Bèlgica

#### Els Països Baixos

##### Bèlgica
A Bèlgica també hi ha una minoria alemanya que compon la major part (75.000) de la població d'aquesta regió.

##### Luxemburg
A pesar que el luxemburguès està íntimament relacionat amb l'idioma alemany, actualment els luxemburguesos en la seva majoria no es consideren alemanys.

##### Països Baixos
Als Països Baixos hi ha 380.000 alemanys només al llarg de la frontera alemanya, quantitat similar als holandesos que viuen al costat alemany. 73.000 alemanys ciutadans es van empadronar aquí el 2016.

#### Dinamarca
A Dinamarca, la part de Schleswig que actualment comprèn el districte de Jutlàndia Meridional hi viuen 20.000 alemanys. La majoria d'ells parla alemany estàndard i jut del sud. Una minoria parla el dialecte schlevig del baix saxó

#### Regne Unit
En el Regne Unit hi ha una comunitat germano-britànica d'al voltant de 100.000 persones, principalment descendents d'immigrants del segle xix, refugiats i presoners de la Segona Guerra Mundial i treballadors alemanys de l'era de la Unió Europea. La gran majoria s'ha assentat a Londres i sud-est del Regne Unit, particularment a Richmond (sud-oest de Londres) i Oxfordshire. Un dels casos més famosos és la Família Reial Britànica, que descendeix de monarques alemanys.

#### Suècia
Unes 50.000 persones nascudes a Alemanya viuen a Suècia. No obstant això, el nombre de ciutadans alemanys és significativament menor, amb 27.000.

### Centre i est d'Europa i antiga Unió Soviètica

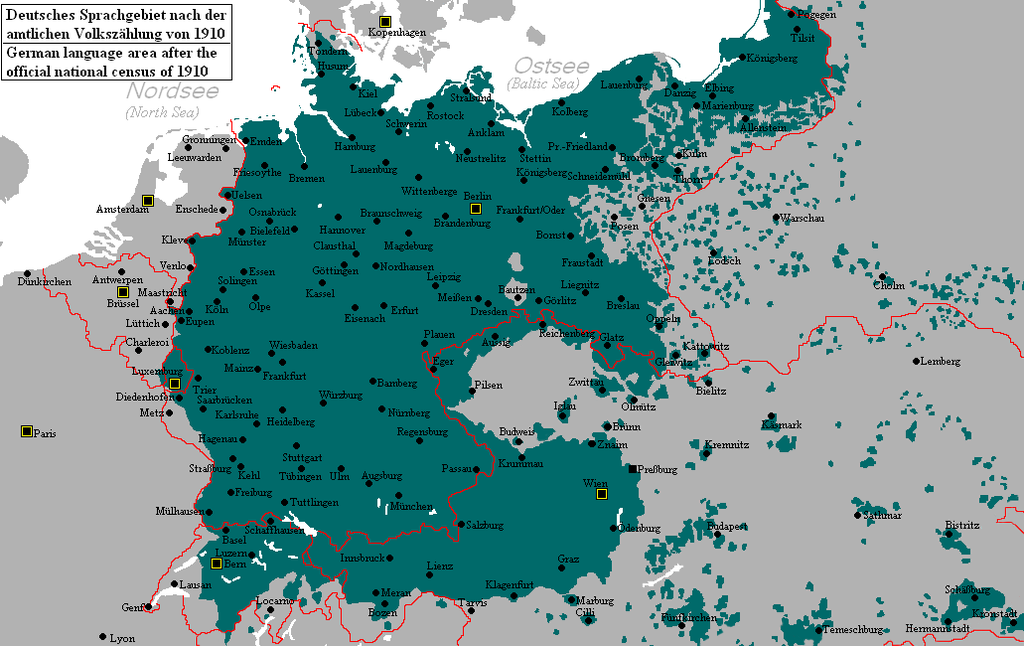
Algunes de les àrees de parla alemanya cap a 1910-11

Històricament va haver grans poblacions d'alemanys ètnics concentrades en el centre i est d'Europa. En alemany, aquestes poblacions són referides com a Volksdeutsche i el seu nombre va descendir dramàticament després de la Segona Guerra Mundial, moment en el qual els països de l'est van començar a perseguir a la població civil alemanya. Els van confiscar els seus habitatges i altres pertinences, van violar les seves dones, molts van morir en camps de concentració a Sibèria, i altres van emigrar. Actualment hi ha un nombre substancial d'alemanys ètnics en els països a l'est d'Alemanya i Àustria com Polònia (500.000), la República Txeca (55.000), Hongria (150.000), Romania (100.000), Ucraïna (35.000), Rússia (1.000.000) i Kazakhstan (300.000).

## Grups
Val a dir que alguns d'aquests grups ja han emigrat a altres llocs, la qual cosa està descrit en el seu respectiu article. La següent llista només dona la regió amb la qual eren associats, i no inclou als alemanys ètnics que actualment viuen en els països on l'idioma alemany és la llengua oficial, que són: Alemanya, Àustria, Bèlgica, Liechtenstein, Luxemburg i Suïssa.
Cal tenir en compte que moltes denominacions són puntuals en el seu corresponent marc històric, però poden caldre una major especificació si volem ser precisos d'acord amb les fronteres actuals. Per exemple: 
- Ungarndeutsche o alemanys d'Hongria
- Jugoslawiendeutsche o alemanys de Iugoslàvia
- Rumäniendeutsche o alemanys de Romania

Alguns dels principals grups: 
- alemanys de la República Txeca, especialment: 
  - alemanys dels Sudets (Sudetenland)
- alemanys de Prússia Oriental, incloent-hi: 
  - alemanys de Polònia; vegeu també: 
    - els Bambrzy polonitzats

  - els de Lituània, els prussians lituans
- germanobàltics de Letònia i Estònia, prussians latvians
- alemanys britànics del Regne Unit
- alemanys de Jutlàndia Meridional, a Dinamarca.
- sudtirolesos, una majoria en aquesta província d'Itàlia
- Walser, originaris de Wallis de Suïssa, actual Itàlia
- cimbris d'Itàlia
- mòcheni d'Itàlia
- saxons de Transsilvània de Romania
- Landler protestants
- alemanys dels Carpats
- Zipser
- suabis del Danubi
- alemanys del Mar Negre
- alemanys de Volínia
- alemanys de Galítsia
- alemanys del Caucas
- alemanys del Volga
- alemanys de Dobrudja
- alemanys del Kazakhstan
- altres alemanys de Rússia
- alemanys del Bòsfor de Turquia a Amèrica
- alemanys nord-americans
- alemanys canadencs
- alemanys brasilers
- germano-argentins
- germano-xilens
- germano-portoriquenys

A Àfrica, Oceania i Àsia Oriental 
- alemanys de Namíbia, Togo, Camerun, i Sud-àfrica
- germano-australians
- alemanys de la colònia de la Badia de Jiaozhou, Xina, que van fundar la cerveseria més gran de la Xina, Cerveseria Tsingtao, a l'actual Qingdao